# Gripenstierna
Gripenstierna är en utslocknad svensk adelsätt varav en gren erhöll friherrlig rang. Ätten har samma ursprung som ätten Gripenmarck.
I släktartikelns ingress i Anreps ättartavlor uppges att ätten påstås tillhöra den medeltida frälseätten Körning, men att deras äldsta uppgivna förfader i rakt uppstigande fäderneled, Matts Kyrning som också uppgavs vara riksråd, saknas i rådslängden. Hans sonson Ericus Bertili i samma ättarlängd skulle ha avsagt sig sitt adelskap för att bli dominikanermunk i Skänninge kloster. Vid reformationen konverterade han till lutherdomen och gifte sig, varmed han trots sina klosterlöften blev far till Jonas Erici som efterträdde sin far som kyrkoherde i Ekebyborna socken. Han var en av undertecknarna till beslutet från Uppsala möte. Hans son Petrus Jonae antog namnet Drysander, en grekisk form av namnet Ekman efter Ekeby där han föddes, och blev kyrkoherde i Löths socken.
Petrus Drysanders hustru var Kerstin Månsdotter Rungia. Deras barn upptog namnet Ekman innan de adlades med andra namn. Två söner, Daniel och Nils, adlades med namnet Gripenmarck. Äldste sonen Joel Ekman gjorde först en karriär inom det kungliga kansliet innan han 1666 blev inspektor över Awestads kronobruk med mynttillverkning samt över Garpenbergs kopparverk. I den befattningen adlades han med namnet Gripenstierna år 1669 och introducerades år 1672 på Riddarhuset med nummer 820. Samma år han adlades avancerade han till direktör över alla kopparverk i Sverige och blev efter en rad befattningar slutligen rikskammarråd och kommissarie i Reduktionskommissionen. Han skaffade sig en förmögenhet och hade från 1668 lånat ut stora summor till staten mot pant i bland annat Sala silvergruva och Falu koppargruva, men blev efter reduktionen utblottad. Joel Gripenstierna gifte sig 1666 med Elisabeth Hansen, en borgardotter från Stockholm vars bror Johan adlades Rosenhoff.
På svärdssidan fortlevde ätten endast med en son, överjägmästaren och kammarherren Carl Gripenstierna till Kiersö. Hans första hustru var en Heerdhielm, och den enda från den ätten som fått ättlingar. Hennes mor hette Maria Grubb. Hans andra hustru var dotter till Christoffer Polhem och Maria Hoffman.
I äktenskapet med Heerdhielm föddes endast döttrar som levde till vuxen ålder. Dessa gifte sig Hedersköld, Transköld, Aminoff och Gripenmarck. Två döttrar Transköld blev stammödrar till adliga respektive friherrliga och grevliga ätterna Liljencrantz.
Två söner i äktenskapet med Polhem upphöjdes till friherrar varmed den adliga ätten blev utgången. Den äldste av dessa, Joel Gripenstierna efterskänkte släktens fordringar på staten efter farfaderns lån. Han upphöjdes jämte sin bror år 1755 till friherre och introducerades på Riddarhuset med nummer 244. Joel Gripenstierna gifte sig von Numers och fick ett enda barn, protokollssekreteraren Carl Gripenmarck, gift Rudbeck och vars dotter blev stammoder till ätten Sylvander. Joel Gripenstiernas yngre bror Fredrik Gripenstierna var hovjägmästare och gift Ehrenstam och Ekestubbe nr 285. Den enda gifta dottern blev stammoder till en adopterad gren av ätten Ehrenstam. Hennes bror majoren Carl Wilhelm Gripenstierna slöt ätten på svärdssidan år 1843.

## Personer med efternamnet Gripenstierna
- Fredrik Gripenstierna
- Joel Gripenstierna